# Ivo Vázquez
Ivo Vázquez (Guadalajara, Jalisco, México) es un futbolista mexicano retirado que jugaba en la posición de delantero. Surgió de las fuerzas básicas del Club Deportivo Guadalajara y participó en los VII Juegos Centroamericanos y del Caribe con la Selección de fútbol de México.
Fue el único representante del Guadalajara en la Selección Jalisco que participó en el Campeonato Nacional Amateur de 1954 en la ciudad de Monterrey, Nuevo León.
Debutó con el primer equipo del Guadalajara en la Copa de Oro de Occidente el día 20 de marzo de 1955, en un enfrentamiento contra el Oro, donde lograría marcar el único gol del conjunto rojiblanco, que perdería por marcador de 2 goles a 1. También participó en otros amistosos, como el juego del 25 de abril de 1955, donde el Guadalajara venció 6-4 al equipo Centroamérica de Aguascalientes, pero no pudo debutar en Primera Divsión.
Jugó con el Nacional en la temporada 1956-57, la primera del club albiverde en la Segunda División.